# Annika Östberg
Annika Maria Östberg (tidigare gift Deasy), född 6 januari 1954 i Stockholm, är en svensk kvinna som dömdes för dubbelmord (first degree murder, 25 år till livstid) på en restaurangägare och en polis i USA 1981. Efter att ha avtjänat 28 år av sitt straff i Kalifornien, USA överfördes hon i april 2009 till Sverige och transporterades till kvinnofängelset Hinseberg. 
Örebro tingsrätt meddelade i november 2009 att Östberg fått sitt straff tidsbestämt till 45 år och att hon därmed kunde bli villkorligt frigiven i maj 2011, efter 2/3 av strafftiden. Svenskan förbereddes därefter för ett liv i frihet på Basta Arbetskooperativ i Nykvarn där hon planerade att bo kvar även som frisläppt. Östberg släpptes som planerat fri den 2 maj 2011.
Efter fängelsetiden har Östberg varit bosatt i Sverige. Hon har skrivit en bok, varit sommarpratare och föreläst om sin tid i amerikanskt fängelse.

## Biografi

### Uppväxt
Annika Östberg växte upp i Hässelby men flyttade som 11-åring med sin mamma till Kalifornien på 1960-talet efter att modern gift sig med en amerikansk man, Braxton Pollard III. Väl i USA skickades hon snart iväg av sin styvfar som tyckte att Östberg var i vägen. Hon togs efter detta hand om av släktingar till mannen, fram tills det att hon som 12-åring dömdes till ungdomsfängelse. [källa behövs]
När hon var tretton rymde hon till San Francisco, där hon försörjde sig som strippa och prostituerad. Hon träffade Greene Johnston och började använda heroin. År 1970, då Östberg var sexton, fick paret en son. Sonen dog senare i en bilolycka 1985. Hon lämnade Johnston och flyttade ihop med "Chris". Östberg försörjde sig nu på koppleri och som narkotikahandlare. Efter avtjänat fängelsestraff för dråp gifte sig Östberg med lastbilschauffören Brian Deasy och hennes drogberoende minskade. När äktenskapet tog slut återvände hon till sitt liv med tyngre droger.

### Brott

#### Stöld och narkotikabrott
3 april 1973 dömdes Annika Östberg för stöld till 3 dagars fängelse och 18 månaders villkorlig dom. Den 26 maj 1973 dömdes hon för narkotikabrott till 3 års villkorlig dom. 18 februari 1976 dömdes hon för utköp av alkohol till minderåriga till 12 månaders villkorlig dom, en dags fängelse och $65 i böter.

#### Dråp
1972 knivmördades en man i hennes lägenhet. Östberg erkände brottet två år senare efter att hon anmält sig själv till myndigheterna och dömdes därpå till villkorlig dom i 5 år för dråp. Östberg hävdade senare att hon var oskyldig och endast erkänt för att hjälpa sin dåvarande pojkvän. Erkännandet ifrågasattes även av en utredning kring brottet.

#### Dubbelmord
Den 30 april 1981 mördades den pensionerade restaurangägaren Joe Torre i Stockton i Kalifornien. Enligt Östbergs senare redogörelse hade hon och hennes pojkvän Bob Cox nämnda dag stämt möte med Torre för att sälja stulet kött, men då de inte haft tillräckligt att sälja blev planen att råna Torre då de var i desperat behov av pengar. Medan Östberg distraherade det tilltänkta rånoffret tog Cox fram en pistol och efter en oväntad rörelse sköts Torre ner. Paret stal hans plånbok, köpte heroin och bestämde sig för att fly landet. Östberg ville dock först träffa sin son, och dagen efter körde de mot Clearlake i Lake County.
Väl framme i Lake County kvällen därpå körde de vilse och fick punktering på Highway 29. Östberg och Cox började gräla och därefter gick Östberg in i ett buskage vid sidan av vägen. Kring denna tidpunkt stannade den 34-årige polisen Richard Helbush för att hjälpa till. Östberg återvände då till bilen och blev av pojkvännen ombedd att ta fram sitt körkort, något de båda visste att hon inte hade. Medan hon letade i sin handväska sköt Cox Helbush i ryggen och bakhuvudet. Östberg uppmanade därefter Cox att stjäla polismannens plånbok och att gömma kroppen i ett intilliggande dike vilket han också gjorde. Därefter flydde paret från platsen i polisbilen.
När Helbush inte rapporterade tillbaka fann snart polisen hans döda kropp. Efter en kort biljakt kraschade Cox den stulna bilen i ett dike varpå skottlossning utbröt där Östberg assisterade pojkvännen genom att ladda om vapnen. Cox skadades av flera skott och gav upp varefter han tillsammans med Östberg greps och fördes till en polisstation. I förhör uttryckte Östberg att hon höll sig själv ansvarig för morden och samtidigt hävdade Cox att det var Östberg som hade skjutit de båda offren. Polisens utredning fann det dock mest sannolikt att det var Cox som hade avfyrat de dödande skotten.
Cox hängde sig senare i häktet före den rättegång i vilken Annika Östberg dömdes till fängelse i ”25 år till livstid”. Detta efter att hon i en uppgörelse med åklagaren för att slippa yrkanden om dödsstraff erkänt sig skyldig till båda morden.
I sin senare biografi Sorgfågel skildrar Annika Östberg sig själv som en person som tämligen viljelöst följt med de män hon haft förhållanden med, och som försett henne med narkotika. Mot detta ställdes åklagarens plädering att det i själva verket handlat om "ett samspel där pojkvännen inte var någonting annat än Annikas marionett".

### Fängelse
Anhöriga till offren, tillsammans med andra amerikanska medborgare, gjorde stora ansträngningar för att Östberg inte skulle benådas och fick också stöd av Kaliforniens guvernör Arnold Schwarzenegger. Kriminalvårdsnämnden, Board of prison terms, ansåg fortsatt att Östberg inte var lämplig för frigivning då hon agerat kallblodigt och utan ånger. Kriminalvårdsnämnden var även kritisk till svensk mediebevakning för att den givit den svenska befolkningen en ensidig bild av rättsfallet.
Flera svenska kampanjer fördes för att få Östbergs straff tidsbestämt och för att hon skulle få sitta av resten av sitt straff i Sverige. Den 18 september 2008 togs fallet upp på nytt, men åter igen fastställdes att straffet ännu inte skulle tidsbestämmas då nämnden fortsatt ansåg att Östberg inte var redo för frigivning. Då hette det att Östbergs fall tidigast skulle kunna prövas igen år 2010. En eventuell förflyttning hade dock diskuterats på hög politisk nivå redan tidigare och verkade inte omöjlig; detta efter Sveriges statsminister Fredrik Reinfeldts besök hos Arnold Schwarzenegger, Kaliforniens guvernör, den 16 maj 2007.
Den 6 april 2009 blev det känt att Östberg fått lämna fängelset i Kalifornien för att överflyttas till Sverige. Överföringen skedde 8 april samma år och Östberg flögs till Örebro flygplats där kriminalvården transporterade henne vidare till kvinnofängelset Hinseberg. Överflyttningen troddes delvis bero på delstaten Kaliforniens dåliga ekonomi och att de därför skulle frisläppa över 50 000 fångar varav Östberg var en av de första fångarna att lämna fängelset. 16 november 2009 meddelade Örebro tingsrätt att Östberg hade fått sitt straff tidsbestämt till 45 år och att hon därmed, enligt svensk lagstiftning, kunde släppas fri i maj 2011 efter att ha avtjänat två tredjedelar av strafftiden.
Den 2 maj 2011 släpptes Annika Östberg fri efter ett år på ett rehabiliteringskooperativ utanför Nykvarn.

### Liv i frihet
Östberg har efter sin fängelsetid varit bosatt i Sverige och föreläst om sin tid i amerikanskt fängelse. Hösten 2013 släpptes hennes bok Se ljuset i det svarta.

## Kritik mot mediebevakningen i Sverige
Den svenska mediebevakningen av Annika Östberg har kritiserats hårt för att ge en idealiserad bild av Annika Östberg och för att måla ut henne som offer och inte gärningsman. Kolumnisten och TV-producenten Stefan Wahlberg redogjorde i maj 2005 detaljerat för domen mot Östberg i en krönika i tidningen Metro. I samband med att Östberg kom till Sverige 2009 skrev Wahlberg en ny krönika i Metro där han kritiserade medierna för att framställa en dubbelmördare som nationalhjälte: "Annika Östberg är dömd för dubbelmord, 'murder first degree', och ingenting annat. Märkligt nog har svenska medier konsekvent rapporterat att hon är dömd för 'medhjälp till två mord som hennes pojkvän begick', trots att man vet att det inte är sant."
Professorn i kriminologi Leif G.W. Persson anser att Östberg vitmålats av svenska medier: "Hon är en väldigt tung brottsling. Det har medierna passerat med mycket lätt hand. Jag antar att det beror på att man bestämt sig för att hon ska tas loss, då blir det för knepigt med en korrekt beskrivning av fallet" sade han till Tidningarnas Telegrambyrå den 9 april 2009.
Marina Ghersetti, medieforskare vid Göteborgs universitet uttalade sig samma dag: "Det som slagit mig är att medierna målar upp en så genomgående positiv bild av Annika Östberg. Att hon är dömd för medhjälp vid två mord är helt i skymundan. Rapporteringen känns obetänksam". Enligt Ghersetti finns flera orsaker till hur massmedia hanterat fallet: "För det första är fallet Annika Östberg helt enkelt en bra och enkel berättelse, något journalister som alltid har svårt att motstå. För det andra är hon en blond, svensk kvinna som är drabbad utomlands".

## Skildringar
Filmaren Tom Alandh har gjort en dokumentärfilm i två delar om Annika Östberg med titeln Annika – ett brott, ett straff, ett liv. Filmen visades i Sveriges Television första gången 1999. 
Journalisten och författaren Lena Katarina Swanberg har skrivit boken Sorgfågel: Annika Östberg berättar sitt liv, utgiven av Dagens Nyheter 1999.
2008 hade skådespelerskan Marga Pettersson premiär med sin teatermonolog Annika Östberg – fånge W18968 Deasy, som visades på flera orter i Sverige.